# 1032
1032 (MXXXII) var ett skottår som började en lördag i den julianska kalendern.

## Händelser

### Februari
- 2 februari – Konrad II, tysk-romersk kejsare, blir kung av Burgund.

### Oktober
- 21 oktober – Sedan Johannes XIX har avlidit dagen innan väljs Theophylactus av Tusculum till påve och tar namnet Benedictus IX.

## Födda
- Matilda av Flandern, engelsk drottning, gift med Vilhelm Erövraren.
- Heribert IV av Vermandois.
- Ch'eng Hao, filosof.
- Wratislav II av Böhmen.
- Song Yingzong, kinesisk kejsare.
- Gao (kejsarinna), kinesisk regent.

## Avlidna
- 20 juli – Robert II, kung av Frankrike 996–1031.
- 20 oktober – Johannes XIX, född Romanus, påve sedan 1024.
- Constance av Arles, drottning av Frankrike.